# Landkreis Torgau-Oschatz
Landkreis Torgau-Oschatz is een voormalig Landkreis in de Duitse deelstaat Saksen. Het had een oppervlakte van 1167,62 km² en een inwoneraantal van 93.409 (31 december 2007).

## Geschiedenis
Bij de herindeling van Saksen in 2008 is het samen met het voormalige  Landkreis Delitzsch opgegaan in het nieuwe Landkreis Nordsachsen.

## Steden en gemeenten
De volgende steden en gemeenten lagen in de Landkreis:
| Steden                                                                        | Gemeenten |
| ----------------------------------------------------------------------------- | --- |
| 1. Belgern 2. Dahlen 3. Dommitzsch 4. Mügeln 5. Oschatz 6. Schildau 7. Torgau | 1. Arzberg (Torgau) 2. Beilrode 3. Cavertitz 4. Dreiheide 5. Elsnig 6. Großtreben-Zwethau 7. Liebschützberg 8. Mockrehna 9. Naundorf 10. Pflückuff 11. Sornzig-Ablaß 12. Trossin 13. Wermsdorf 14. Zinna |

Torgau-Oschatz kende 3 zogenaamde Verwaltungsgemeinschaften. Deze zijn vergelijkbaar met de Nederlandse kaderwetgebieden, zij het dat de Duitse variant t.o.v. de Nederlandse variant andere taken heeft. De Verwaltungsgemeinschaften zijn:
- Beilrode (Arzberg, Beilrode, Großtreben-Zwethau)
- Dommitzsch (Dommitzsch, Elsnig, Trossin)
- Torgau (Dreiheide, Pflückuff, Torgau, Zinna)